# Antonios Naguib
Pour les articles homonymes, voir Naguib.
Antonios Naguib (en arabe : أنطونيوس نجيب), né le 18 mars 1935 à Samalut en Égypte et mort le 28 mars 2022 au Caire, est un cardinal égyptien, patriarche de l'Église catholique copte d'Alexandrie de 2006 à 2013.

## Biographie

### Prêtre
De 1953 à 1958, Antonios Naguib étudie au grand séminaire de Maadi au Caire, puis à l'Université pontificale urbanienne à Rome. À son retour en Égypte, il est ordonné prêtre pour le diocèse catholique copte de Miniah le 30 octobre 1960.
Après un ministère pastoral d'un an à ElFikrieh, il retourne à Rome où il obtient un diplôme en sociologie religieuse en 1961, une licence en théologie en 1962, et une licence en Écriture Sainte du Biblicum en 1963. À partir de 1964, il est professeur d'Écritures sacrées au grand séminaire de Maadi. Il travaille avec un groupe réunissant des catholiques, des orthodoxes et des protestants à la préparation d'une traduction de la Bible en langue arabe, publiée en 1977.

### Évêque
Nommé évêque copte de Minya le 26 juillet 1977, Antonios Naguib est consacré le 9 septembre suivant par le cardinal Stephanos Ier Sidarouss. Il démissionne en raison de problèmes de santé de cette charge le 29 septembre 2002,.
Le 30 mars 2006, le synode des évêques de l'Église catholique copte l'élit patriarche copte d'Alexandrie. Le pape Benoît XVI apporte sa bénédiction à cette élection le 7 avril suivant.
Le pape Benoît XVI le nomme rapporteur général du Synode des évêques pour le Moyen-Orient, qui se tient à Rome du 10 au 24 octobre 2010. Le 20 octobre, au cours même de ce synode, Benoît XVI annonce qu'il sera créé cardinal lors du consistoire du 20 novembre suivant,.
Victime d'une hémorragie cérébrale le 31 décembre 2011, il présente sa démission au synode des évêques de l'Église copte catholique un an plus tard. Sa démission est formellement acceptée lorsque le pape Benoît XVI confirme l'élection de son successeur Ibrahim Isaac Sidrak le 18 janvier 2013.

### Cardinal
Antonios Naguib est créé cardinal lors du consistoire du 20 novembre 2010. Il est alors l'un des deux patriarches cardinaux âgés de moins de 80 ans au sein du Collège des cardinaux chargés d'élire le pape François lors du conclave de 2013.
Il meurt le 28 mars 2022 au Caire à l'âge de 87 ans,,.